# Apij Klavdij Slepi
Apij Klavdij Slepi (lat. Appius Claudius Caecus), rojen v bogati patricijcki družini, postal znani rimski politik, državnik, pravnik, govornik, pesnik in slovničar, * 340 pr. n. št., † 273 pr. n. št.
Apij Klavdij Slepi je v rimski državni upravi vršil razne dolžnosti: bil je cenzor (leta 312 pr. n. št), dvakrat konzul (307 in 296) in 295 pr. n. št. in pretor. Leta 280 pr. n. št., ko je bil že star in slep (od tod tudi vzdevek Ceacus - slepi) je imel v senatu ognjevit govor proti sklenitvi miru z epirskim kraljem Pirom ponujenim Rimljanom po njihovem porazu istega leta pri Heraklejah. Zasnoval je tudi načrta za gradnjo prvega velikega rimskega vodovoda Aqua Claudia in Apijeve ceste.